# یواس‌اس تاسکامبیا (وای‌تی‌بی-۷۶۲)
یواس‌اس تاسکامبیا (وای‌تی‌بی-۷۶۲) (به انگلیسی: USS Tuscumbia (YTB-762)) یک کشتی بود که طول آن ۱۰۹ فوت (۳۳ متر) بود. این کشتی در سال ۱۹۶۱ ساخته شد.